# Paul Grégoire (dessinateur)
Pour l’article homonyme, voir Paul Grégoire.
Paul Pierre Grégoire (né à Aix-en-Provence le 18 octobre 1755 et mort à Paris le 7 juin 1842) est un dessinateur et peintre français.

## Biographie
De la vie de Paul Grégoire, peu de choses nous sont parvenues. 
La famille Grégoire est une famille de la bourgeoisie politique de la capitale administrative de Provence sous l'ancien régime. Il est probable que Paul Grégoire soit né à l'hôtel de Grégoire, hôtel particulier familial construit pour son père Gaspard Grégoire (1714-1795) sur la rue Émeric David.
Paul Grégoire commence sa carrière de dessinateur à Aix. En 1777, il apporte son savoir-faire au livre co-réalisé avec son frère Gaspard Grégoire (1751-1846): Explication des cérémonies de la Fête-Dieu.
Il est encore présent en Provence en 1784 où il est témoin de l'architecture et de l'ingénierie de son temps; il peint notamment le canal d'arrosage à Orgon, ou les remparts de Toulon (voir œuvres ci-dessous).
Dès le milieu des années 1780, il effectue plusieurs voyages en région parisienne puis dans le Val-d'Oise (voir œuvres ci-dessous).

## Œuvre
La Bibliothèque nationale de France conserve une douzaine d'œuvres de Paul Grégoire, le reste est vraisemblablement éparpillé dans des collections privées dans plusieurs pays.
Malgré sa jeunesse et sa formation passées à Aix, son œuvre concerne principalement la région parisienne et la Provence plus généralement. Elle nous apporte un témoignage rare de détails de la vie de ses contemporains dans plusieurs villes.

### Techniques
Ses dessins, la plupart du temps réalistes et descriptifs, font appel à plusieurs techniques: Pierre noire, plume, crayon, craie, encre (ou encre de Chine) et lavis (brun ou noir). 
Il utilise parfois le réhaut à la gouache sur un lavis au crayon, dans des paysages ou des scènes champêtres.
Dans des œuvres plus tardives (post-1800) il tend à utiliser le crayon à papier et lavis brun.
En 1823, il utilise la pierre noire et la craie blanche dans son Garçon priant (25,9 x 19,3cm).

### Cote marchande
La cote d'un dessin de P.Grégoire atteint 1250€ dans les années 2010, pour un format 14x25cm.
Ses dessins se vendent en France, aux États-Unis, en Belgique et au Royaume-Uni. 

## Galerie

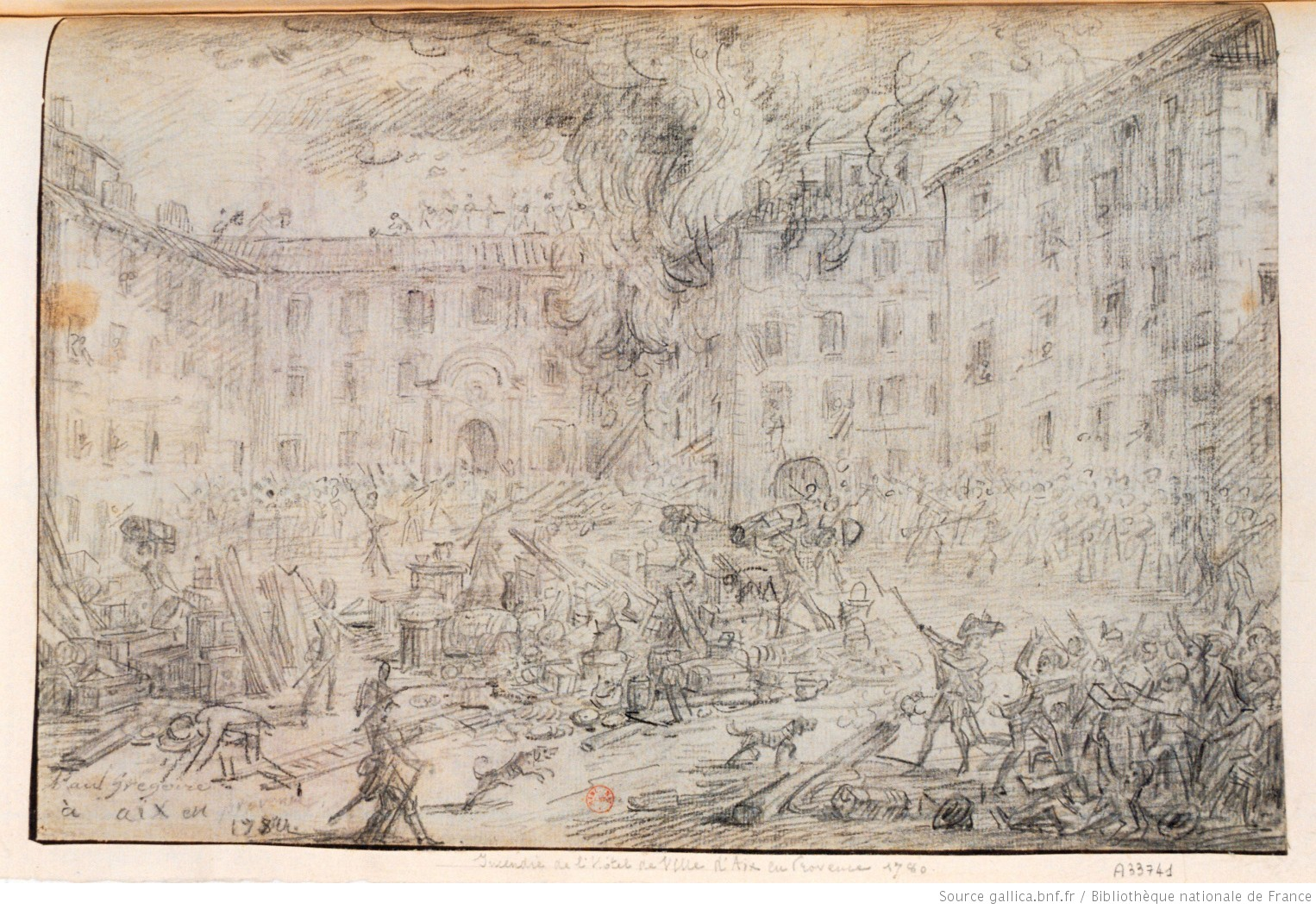
« Incendie de l'Hôtel de ville d'Aix-en-Provence » (1780)
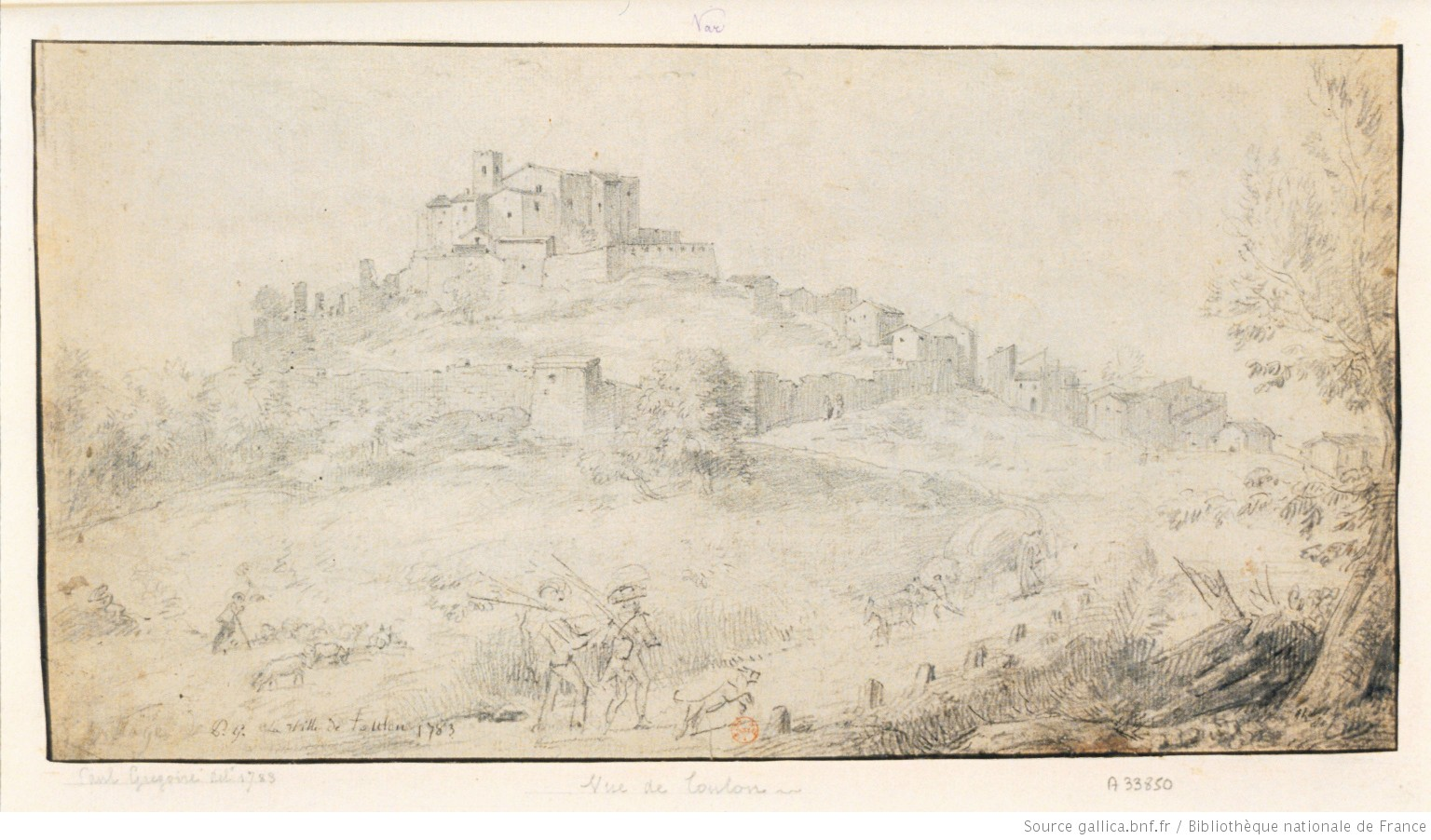
« La Ville de Toulon » (1783)
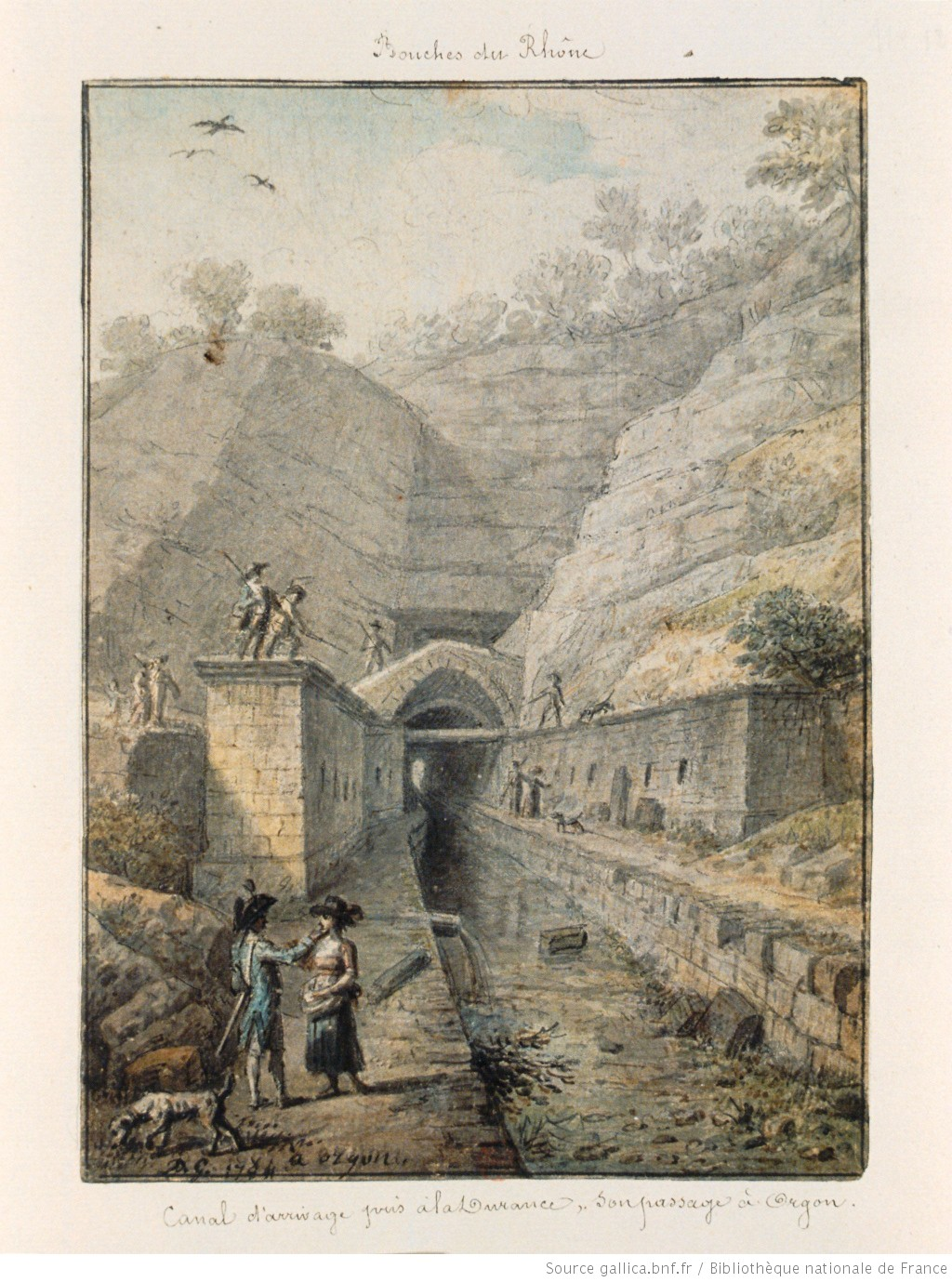
« A Orgon. Canal d'arrosage, prise à la durance passant à Orgon, et traversant la Montagne percée à Aix-en-Provence » (1784)
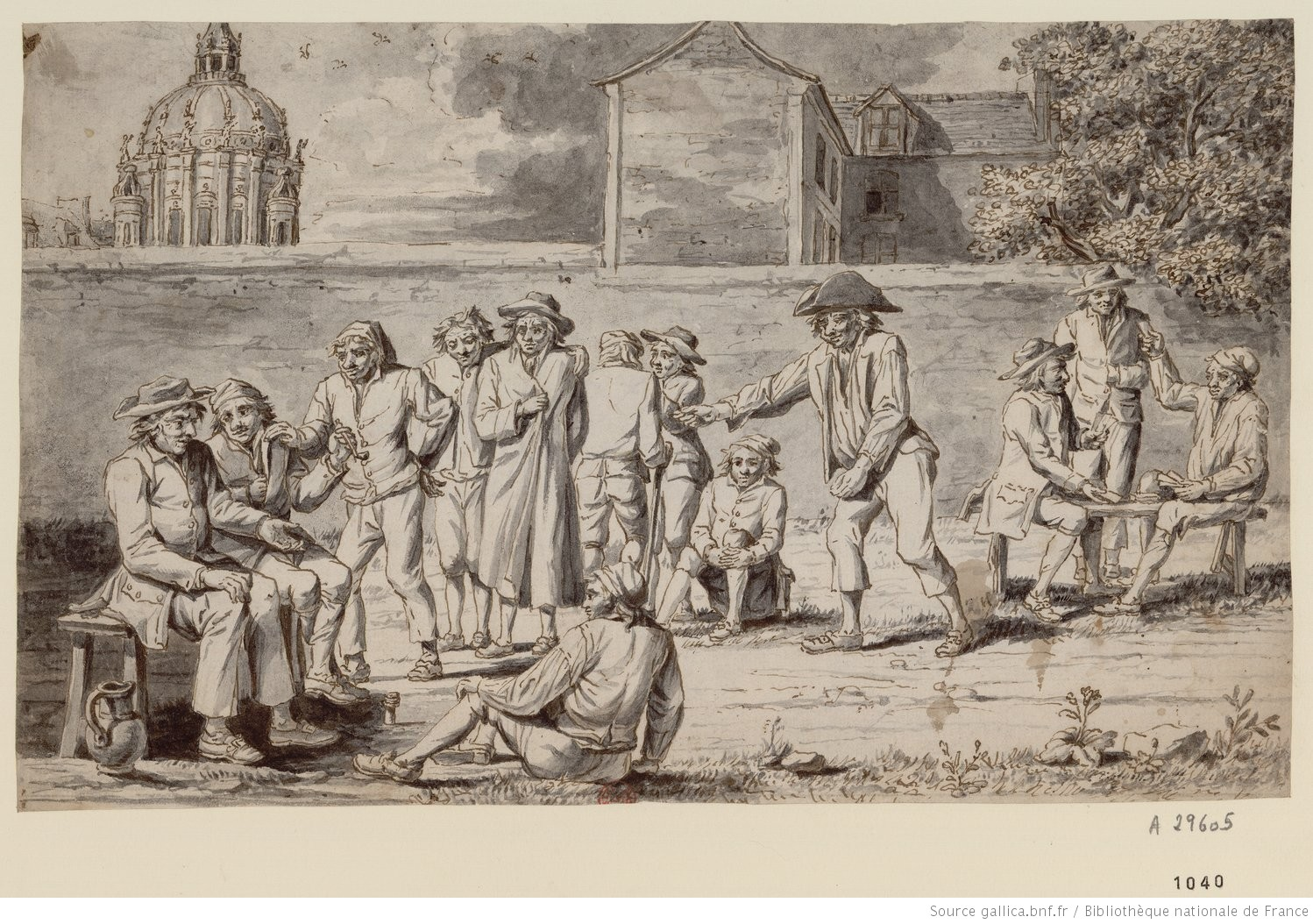
« Vue du Val de Grâce prise de la place dite Champ des Capucins, faubourg Saint-Marceau », Paris (date inconnue, probablement après 1785)
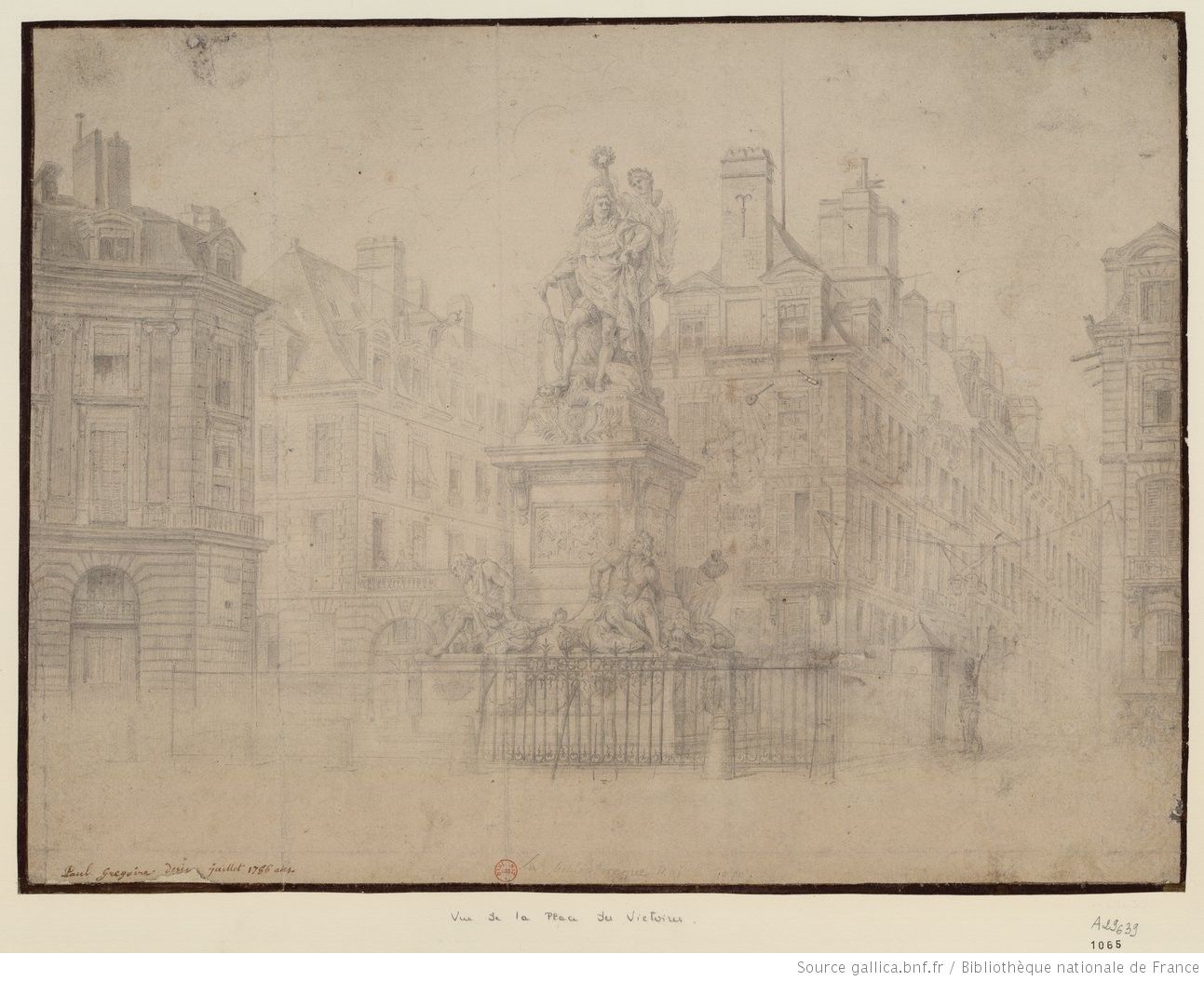
« Vue de la place des Victoires », Paris (1786)
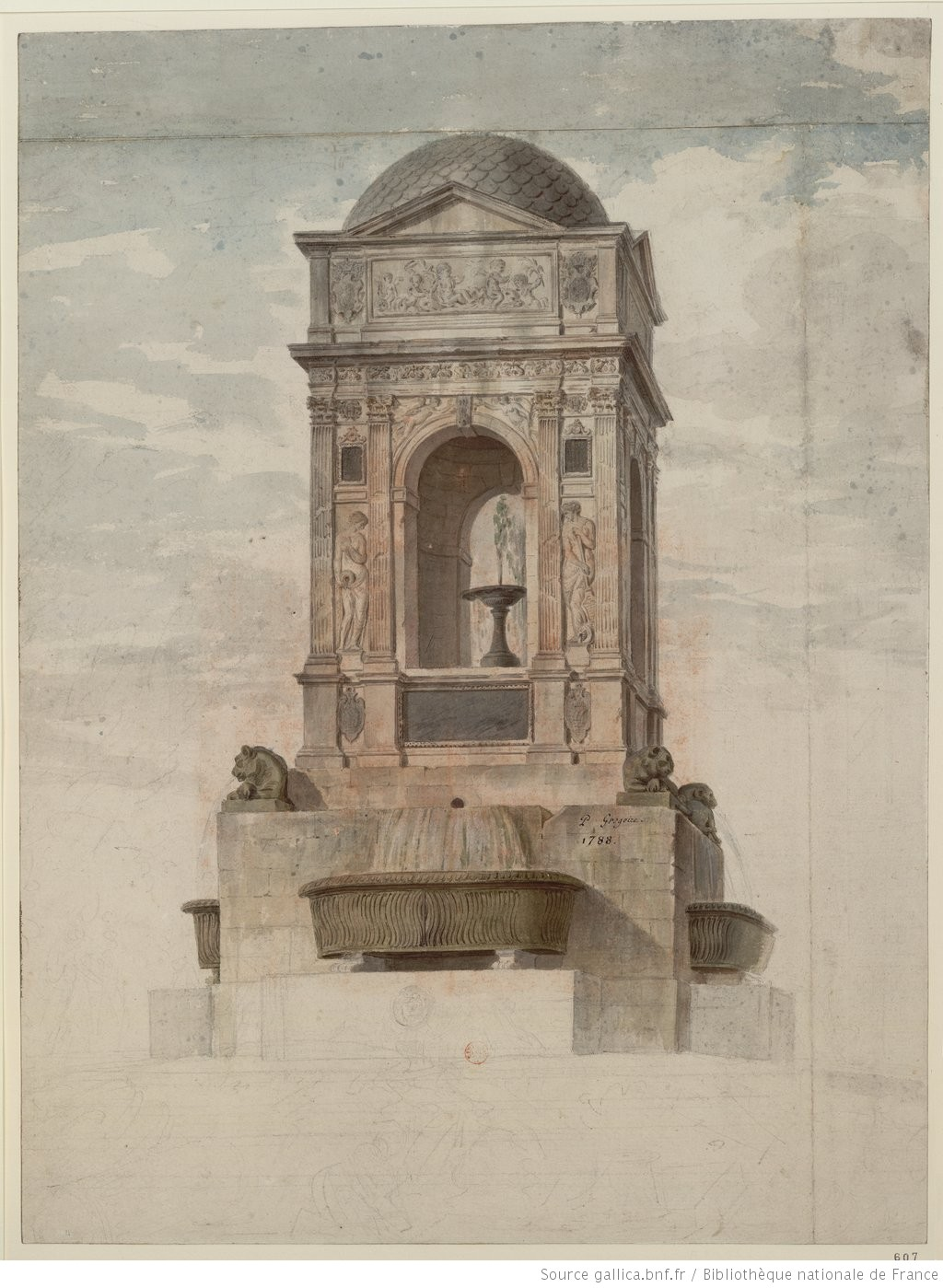
Fontaine des innocents, Paris (1788)
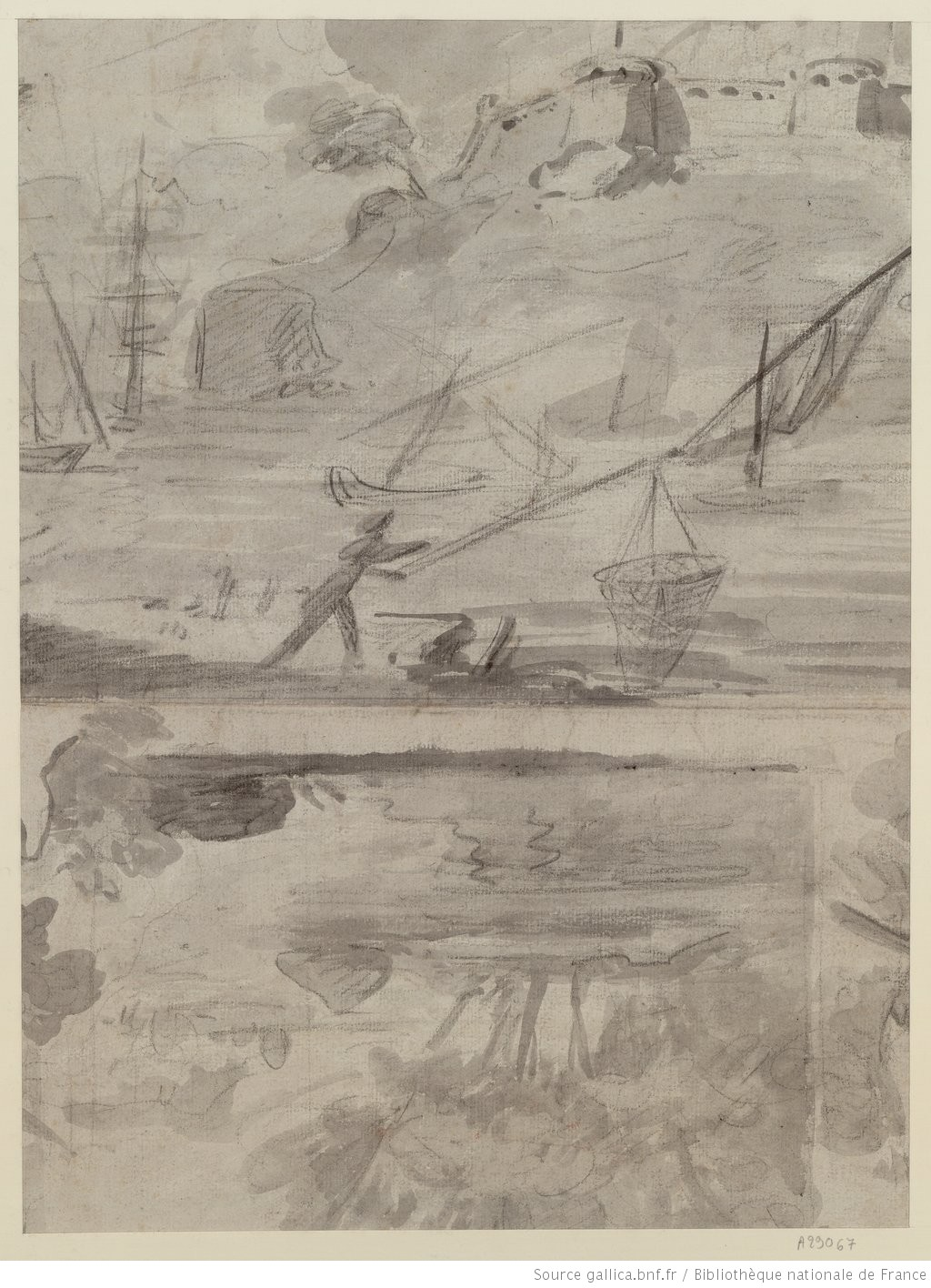
[Paysage avec un pêcheur au filet] sur la feuille « Fontaine des innocents » (1788)
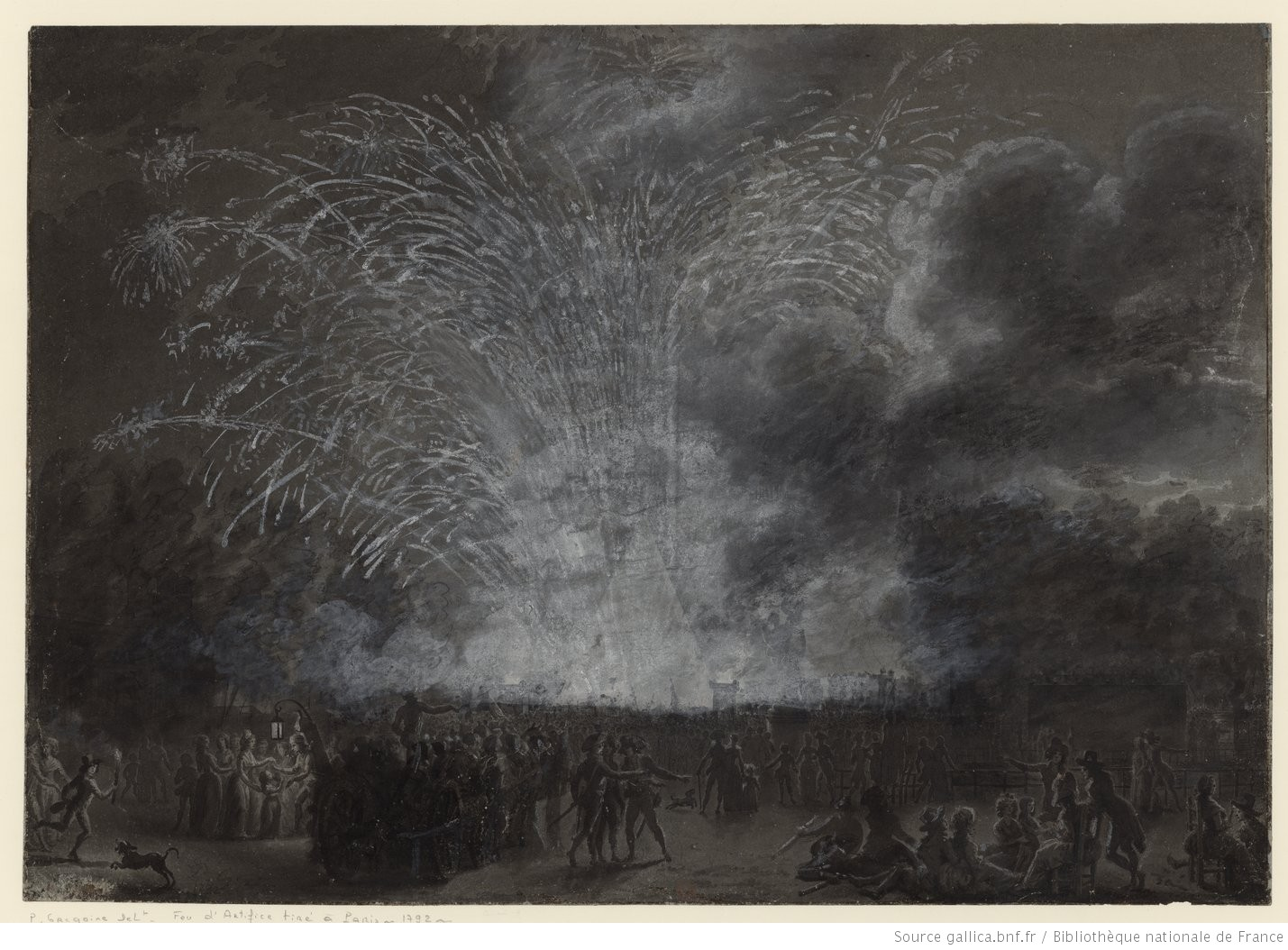
« Feu d'artifice tiré à Paris en 1792 » (1792)
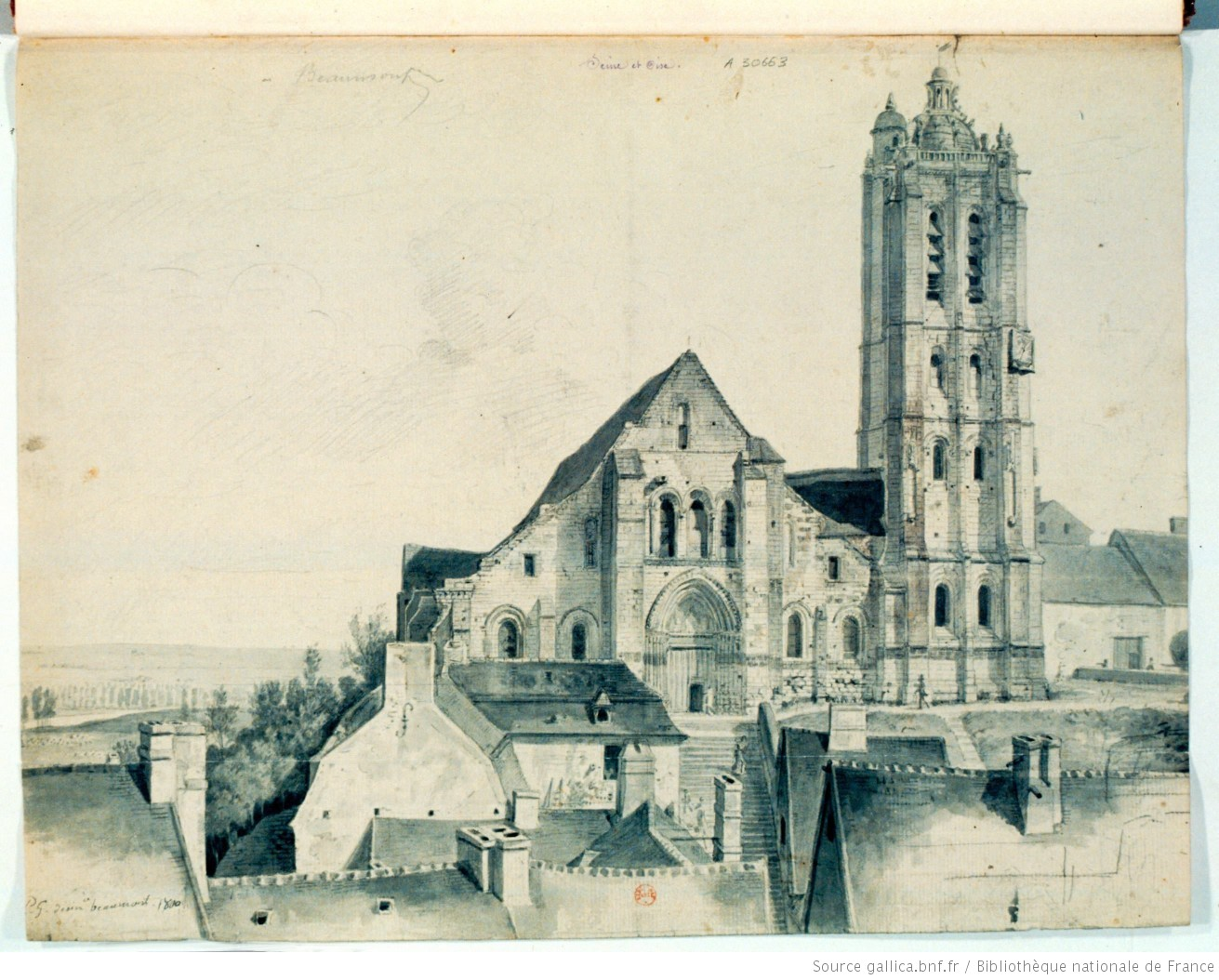
« Beaumont. [Vue de l'église Saint-Laurent] » (1800)